# Prosopocera madagascariensis
Prosopocera madagascariensis är en skalbaggsart som beskrevs av Stefan von Breuning 1965. Prosopocera madagascariensis ingår i släktet Prosopocera och familjen långhorningar.
Artens utbredningsområde är Madagaskar. Inga underarter finns listade i Catalogue of Life.